# Würmersheim
Würmersheim, im einheimischen Dialekt auch „Wermesche“ genannt, ist ein Ortsteil der Gemeinde Durmersheim.

## Geographie

### Lage
Würmersheim liegt in der ca. 40 km breiten Rheinebene und ist ca. 8 km vom Rhein entfernt. Der Ortsteil ist knapp 2,2 km² groß und mit wenig Wald bedeckt. Der alte Federbach bildet die Grenze zum südlichen Teil von Durmersheim, der Gießengraben bildet die Grenze zu Au am Rhein.

### Grenzverlauf
Die südliche Grenze Würmersheims bildet der alte Federbach. Die Grenze geht dann im Osten an den Sportplätzen vorbei. Danach ist die Grenze zwischen den Baugebieten TG I und TG II, folgt weiter östlich des jüngsten Baugebietes TG III, führt westlich am zu Durmersheim gehörenden Gewerbegebiet Nordwest vorbei und geht in die nördliche Grenze über, welche vom Kunzenbach gebildet wird.

### Nachbarorte
In unmittelbarer Nachbarschaft befinden sich die Orte Durmersheim (Hauptortschaft, der Würmersheim angehört), Bietigheim, Elchesheim-Illingen und Au am Rhein.

## Ortsbild
Im Zentrum des Ortsteiles Würmersheim befindet sich die Herz-Jesu-Kirche, sie liegt an einer wichtigen Kreisstraße des Ortes. Auffallend ist, dass die Badener Straße und die Auer Straße „direkt“ bebaut sind. Von diesen beiden Straßen wurden Baugebiete und Ortserweiterungen aller Art durchgeführt. 
Der historische Kern Würmersheims liegt an diesen beiden Straßen einschließlich Pfalzstraße und Ziegeleistraße.
Dadurch hatte Würmersheim vor dem Zweiten Weltkrieg höchstens 500 Einwohner.
Nach dem Zweiten Weltkrieg wurde in erster Linie die Gebiete westlich der Auer Straße erschlossen. Die Einwohnerzahl wuchs durch Vertriebene, in erster Linie aus Schlesien und dem Sudetenland. 
In den 1970er Jahren wurde im Norden das Industriegebiet Würmersheim, bestehend aus drei Straßen, erschlossen. Dort befinden sich diverse Firmen und ein Supermarkt.
In den 1990er Jahren wurde das Baugebiet Tiefgestade I erschlossen, dieses liegt nördlich der Badener Straße und ist ein klassisches Wohngebiet mit einer kleinen Bankfiliale an dessen Zufahrtsstraße. Verbunden ist das Tiefgestade I indirekt mit der Auer Straße. Der Friedhof befindet sich nordwestlich dieses Quartiers.
Ebenfalls in den 1990er Jahren wurde die alte Grundschule an der Auer Straße aufgegeben und ein Neubau neben dem Friedhof errichtet. In den 2000er Jahren wurden zwei weitere Baugebiete erschlossen. Das Tiefgestade II befindet sich östlich des Tiefgestade I, ist nur über dieses zu erreichen, gehört aber administrativ zu Durmersheim. Die Grenzlinie verläuft entlang eines Fußwegs und einem etwa 10 m breiten Grünstreifen mit Bäumen, der die beiden Wohngebiete trennt.
Das Tiefgestade III befindet sich gänzlich auf Würmersheimer Gebiet, nördlich des Tiefgestade I, von diesem aus aber nicht zu erreichen. Dazwischen liegt ein langer Fußweg mit Allee, welcher in etwa beim Friedhof beginnt und am Durmersheimer Gymnasium endet. Historisch dürfte es sich in erster Linie um einen Feldweg gehandelt haben, der nach und nach zu einem wichtigen Spazierweg „aufgewertet“ wurde. Das TG III ist mit dem Auto nur über einen Verkehrskreisel zu erreichen, welcher von der Landstraße Durmersheim - Au am Rhein wegführt. 

### Zentrumsplatz
Im Zentrum des Ortsteils Tiefgestade III befindet sich der Zentrumsplatz. Dieser wurde im Jahre 2016 gebaut und am 7. Oktober selbigen Jahres feierlich eingeweiht. Er ist neben dem Feuerwehrvorplatz künftig der zweitgrößte, öffentlich zugängliche Platz in Würmersheim.

## Geschichte
Am damaligen westlichen Ortsende von Würmersheim wurden 1896 einige römische Münzen sowie ein Skelett entdeckt, jedoch haben diese Funde wohl kaum Bezug auf das spätere Dorf. Dieses dürfte wohl im Zusammenhang mit anderen benachbarten Ortschaften irgendwann im Zeitraum zwischen 750 und 1000 gegründet worden sein; vielleicht als Ausbausiedlung von Elchesheim her.
Urkundlich wird Würmersheim erstmals im Jahr 1156 als „Wirmeresheim“ erwähnt; damals hatten das Kloster Maulbronn, später das Kloster Herrenalb hier Landbesitz. Auch das im Elsass gelegene Kloster Weißenburg war in Würmersheim begütert und gab seinen Besitz im Jahr 1291 den badischen Markgrafen zu Lehen. Markgraf Hermann VIII. verpfändete den Ort bis 1334 an Johann von Vrigenstein. Seit Mitte des 15. Jahrhunderts gehörte der Ort mit allen obrigkeitlichen Rechten dauerhaft zur Markgrafschaft Baden und unterstand im Spätmittelalter und in der frühen Neuzeit dem Amt Kuppenheim, später dem Amt Rastatt. Die einmalige Erwähnung einer „Burg“ in Würmersheim (1388) dürfte auf einem Irrtum beruhen, gibt es doch sonst keinerlei Hinweis auf eine Befestigung.
Da die Gemeinde stets eine nur geringe Einwohnerzahl aufzuweisen hatte, gab es von jeher Zusammenarbeit über Gemeindegrenzen hinweg, um die wichtigsten Verwaltungsaufgaben wahrzunehmen. In der frühen Neuzeit bildete Würmersheim daher gemeinsam mit den beiden Nachbarorten Elchesheim und Steinmauern eine „Stabsgemeinde“, das heißt, die Gemeinden teilten sich gewisse kommunale Aufgaben und Ämter, vor allem die niedere Gerichtsbarkeit. Am gemeinsamen Gericht beteiligte sich Würmersheim mit 2, im 18. Jahrhundert mit 4 „Richtern“. Auch kirchlich bildeten die drei Gemeinden Würmersheim, Elchesheim und Steinmauern wohl zunächst eine Einheit, denn im Jahr 1510 ist urkundlich ein Anteilsrecht des Pfarrers von Elchesheim am Würmersheimer Zehnt verbürgt (und Steinmauern war kirchlich ohnehin eine Filiale von Elchesheim). Erst im 16./17. Jahrhundert scheint Würmersheim in kirchlicher (und damit auch in schulischer) Hinsicht mit Durmersheim fusioniert worden zu sein; behielt aber seine kommunale Selbständigkeit bis 1972, als es ganz nach Durmersheim eingemeindet wurde.
Ein eigenes Kirchengebäude wurde erstmals im Jahr 1777 errichtet und war dem Hl. Jakob d. Ä. geweiht; die Kapelle stand dort, wo sich heute das Würmersheimer Rathaus befindet. Nach dem Neubau der Herz-Jesu-Kirche wurde die alte Kapelle im Jahr 1913 zu Wohnungen umgebaut, später abgebrochen. Der im Jahr 1778 durch den Rastatter Schreiner Martin Eigler (1756–1806) angefertigte Altar wurde in die neue Kirche übernommen und befindet sich dort als rechter Seitenaltar. Zu den Kosten des künstlerisch ansprechenden Werkes übernahm Markgraf Karl Friedrich eine Beihilfe von 75 Gulden. Ebenfalls wurde eine Glocke aus dem Jahr 1805 von der alten in die neue Kirche übernommen. Sie misst 43 cm Durchmesser und wurde laut Inschrift von Franz Joseph Kassel gestiftet; daneben trägt sie die Namen des damaligen Würmersheimer Schultheißen Eichler sowie der seinerzeitigen „Gerichtsleute“, das heißt Gemeinderäte, Altmaier, Oberle, Heck, Kassel und Kary.
Die politische Einheit als Gemeinde ist im Falle Würmersheim urkundlich bereits im Jahr 1278 genannt; die Namen der wichtigsten Gemeindebeamten sind freilich nur sehr lückenhaft überliefert. Im Jahr 1510 werden „Hans Ytemann“ und „Andres Ludwig“ als Mitglieder des Stabgerichtes (mit Elchesheim und Steinmauern) genannt, 1579 der Schultheiß Wendel Ittemann und der „Richter“ Diebold Fritz. Für 1704 lässt sich urkundlich als Schultheiß Dionys Schorpp († 1710) nachweisen, ihm folgte in den Jahren 1716/17 sein Sohn Johann Martin Schorpp (1682–1750), diesem wiederum der Sohn Lorenz Schorpp (1722–1789). Im 19. waren Bürgermeister Leopold Kary (1799–1859), Sebastian Fritz (1832–1906), Melchior Heck (1839–1899) und Carl Schäfer (1839–1916). Die Gemeinde führte schon früh ein eigenes Wappen, das erstmals im Jahr 1553 belegt ist. Es zeigte auf der (heraldisch) rechten Seite die badische Landesfarben gelb-rot-gelb, auf der linken Seite einen Wurm, war also ein sog. Sprechendes Wappen (auch wenn der Ortsname „Würmersheim“ tatsächlich nicht von einem Wurm, sondern dem mittelhochdeutschen Namen Werinher (Werner) herrührt).
Im Jahr 1683 zählte Würmersheim 13 Familien, d. h. ungefähr 60 Einwohner, 1765 betrug die Einwohnerzahl ca. 125, um 1800 ungefähr 160, 1852 bereits 314, woraufhin der Bevölkerungsanstieg stoppte, im Jahr 1886 betrug die Einwohnerzahl 319, also praktisch unverändert gegenüber 1852. Nach dem Zweiten Weltkrieg zählte man 616 Einwohner, im Jahr 1954 aufgrund der Zuweisung von Vertriebenen bereits 779 und im Jahr 1964 erreichte der Ort die 1000-Einwohner-Grenze. Bei der Eingemeindung nach Durmersheim im Jahr 1973 betrug die Einwohnerzahl 1253.
An Gefallenen während der letzten Kriege hatte Würmersheim im Ersten Weltkrieg 32 und im Zweiten Weltkrieg 43 zu beklagen.
Alteingestammte Würmersheimer Familiennamen sind Altmaier (1722 aus der Diözese Mainz eingewandert), Dunz (1711 aus Gaggenau), Eichler (1700 aus Engen), Fritz (1579 erstmals genannt), Gent (1853 ausgestorben), Kantengiesser (1770 ausgestorben), Kary (früher auch Karg und Karius geschrieben, 1584 mit Dionis Carge erstmals genannt), Kessel (1707 aus Au a. Rh.), Oberle (1679 aus Lauterburg/Elsass) und Stürmlinger (1807 aus Reichenbach/Württemberg).
Die niedrige Einwohnerzahl und die Tatsache, dass die Würmersheimer länger unter sich blieben, führten zu einer vergleichsweise geringen Anzahl von Familiennamen. Wie in anderen Orten des Landkreises Karlsruhe gaben sich auch in Würmersheim die Dorfbewohner oft Necknamen, die meist auf Charaktereigenschaften, Verwandtschaftsverhältnisse, Handwerkerkunst oder auf dem Aussehen basierten. Demzufolge kannte man zum Beispiel den Dick-Oberle, das Metzgers-Annchen, die Frech-Marja, den Glaser-Karl, oder den Grummen-Nicklaus.
Am 1. Januar 1974 wurde Würmersheim nach Durmersheim eingemeindet.

## Vereine
Der Fußballverein Germania (FVW) wurde 1919 gegründet und zählte damals 28 Mitglieder. Der Verein wurde 2003 für seine Jugendarbeit Sepp-Herberger-Preis ausgezeichnet. Die Sportanlage verfügt über zwei Rasenplätze, einen Hartplatz, ein Kunstrasen-Kleinspielfeld und ein Kunstrasen-Minispielfeld, sowie ein Clubheim und ein 2003 neu errichtetes voll ausgestattetes Jugendheim.
Am 1. Juni 1904 wurde der Gesangverein Freundschaft Würmersheim gegründet. Im Jahr 1974 entschloss sich die Verwaltung zur Gründung eines gemischten Chores, um dem Rückgang der Aktiven entgegenzuwirken. Als nächste große Veränderung wurde 1997 mit Ton Ab ein weiterer Chor gegründet.